# Сатоу, Эрнест Мейсон
Сэр Эрнест Мейсон Сатоу (англ. Sir Ernest Mason Satow) — британский учёный, дипломат, путешественник, ботаник, соавтор словарей и японовед. В Японии, где он являлся ключевой фигурой британско-японских отношений в эпоху Бакумацу и эру Мейдзи, известен более, чем на родине. Является автором известной и актуальной даже в наши дни книги по дипломатическому искусству A Guide to Diplomatic Practice, многократно переиздававшейся и дополнявшейся видными дипломатами (шестое издание 2009 года содержит уже более 700 страниц).

## Дипломатическая служба

### Япония (1862—1883)

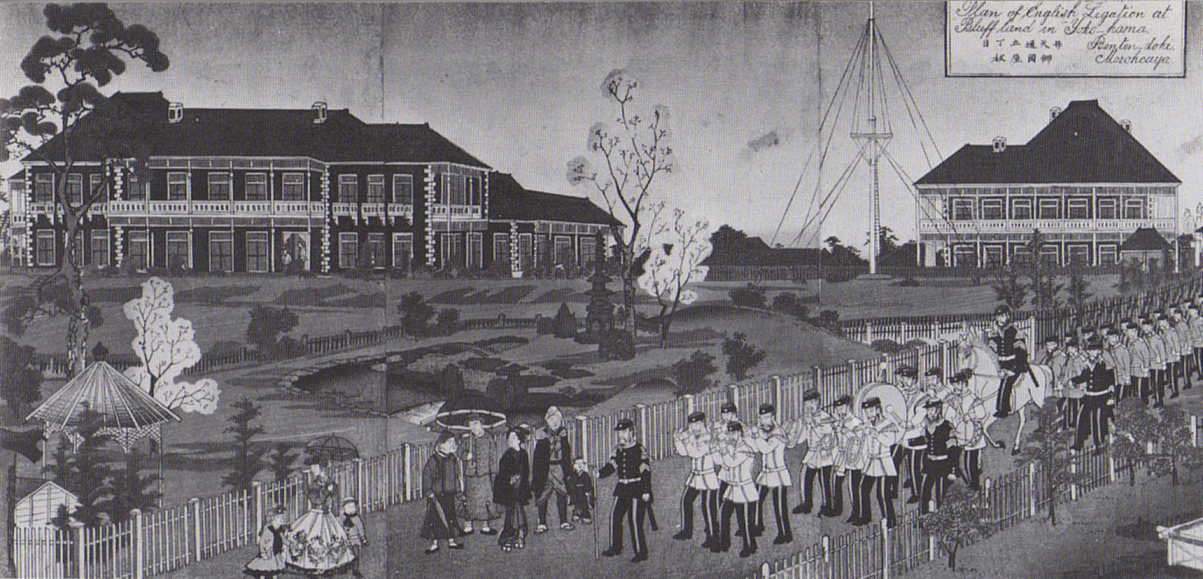
Британское представительство в Иокогаме, рисунок 1865 года

Эрнест Сатоу известен своей книгой «Дипломат в Японии» (A Diplomat in Japan) (основанной в основном на его дневниках). Министерство иностранных дел наняло его сразу после окончания университета в Лондоне. Через неделю после его прибытия в страну через Китай (Сатоу первоначально служил в миссии переводчиком) произошёл инцидент в Намамуги, когда на дороге Токайдо был убит британский торговец. Сатоу сделал дипломатическую карьеру, участвовал в нескольких вооружённых акциях времён открытия Японии внешнему миру.

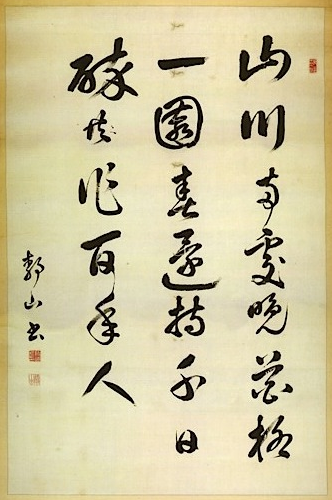
Поэма Ван Бо в каллиграфии Сатоу, Британская библиотека

В 1872 в Иокогаме Сатоу стал одним из основателей Азиатского общества Японии для изучения японского языка и культуры (т. н. японоведение). Там он читал лекции. Общество сохранило часть бумаг Сатоу и существует по сей день.
Во время своего пребывания в Японии Сатоу приложил большие усилия для овладения китайской каллиграфией. В 2004 году одна из его работ была обнаружена.

### Сиам, Уругвай, Марокко (1884—1895)
Сатоу служил в Сиаме (1884—1887), во время этой командировки удостоившись высокой чести быть переведённым с консульской службы на дипломатическую, Уругвае (1889—1893) и Марокко (1893—1895). (Перевод был редкостью, так как до середины XX века британская консульская и дипломатическая службы были разделены, а Сатоу не относился к аристократии, представители которой традиционно проходили вторую).

### Япония (1895—1900)
Сатоу вернулся в Японию в качестве посланника 28 июля 1895. Он работал в Токио пять лет (за исключением пребывания в Лондоне во время Бриллиантового Юбилея королевы Виктории в 1897. В августе он встретился с ней лично). 17 апреля 1895 был подписан Симоносекский договор (текст здесь). Сатоу имел возможность наблюдать становление японской армии после тройственной интервенции России, Германии и Франции 23 апреля 1895. Также незадолго его назначения 16 июля 1894 был подписан торговый договор между Англией и Японией и к 1899 принципы закрытости и экстерриториальности, долгое время действовавшие в стране, канули в Лету.

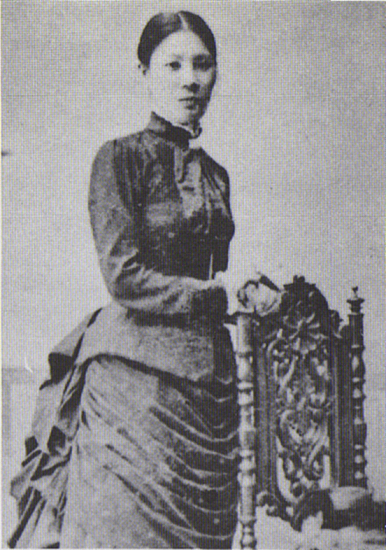
Японская жена Сатоу Такеда Кане, 1870

Сатоу лично рекомендовал назначение en:Hiram Shaw Wilkinson, судьёй британских судов для Японии и Кореи. Ранее Уилкинсон два года служил у Сатоу переводчиком.
В 1896 Сатоу построил дом на озере Тюдзендзи, куда приезжал отдохнуть от своей работы в Токио.
Сатоу, однако, не стал первым послом Великобритании в Японии. Этой чести удостоился сэр en:Claude Maxwell Macdonald в 1905.

### Китай (1900—1906)
Во время службы в Китае, Сатоу подписал от имени Великобритании Заключительный протокол, урегулировавший правовые последствия Боксёрского восстания (ихэтуаней). Он получил за это Рыцарский крест ордена Святого Михаила и Святого Георга, вручённый ему на коронационных торжествах в 1902 году. Из Пекина он наблюдал поражение России в Русско-японской войне. Также он подписал китайско-британскую конвенцию.

## После отставки
В 1907 году представлял Великобританию на Второй Гаагской конференции.

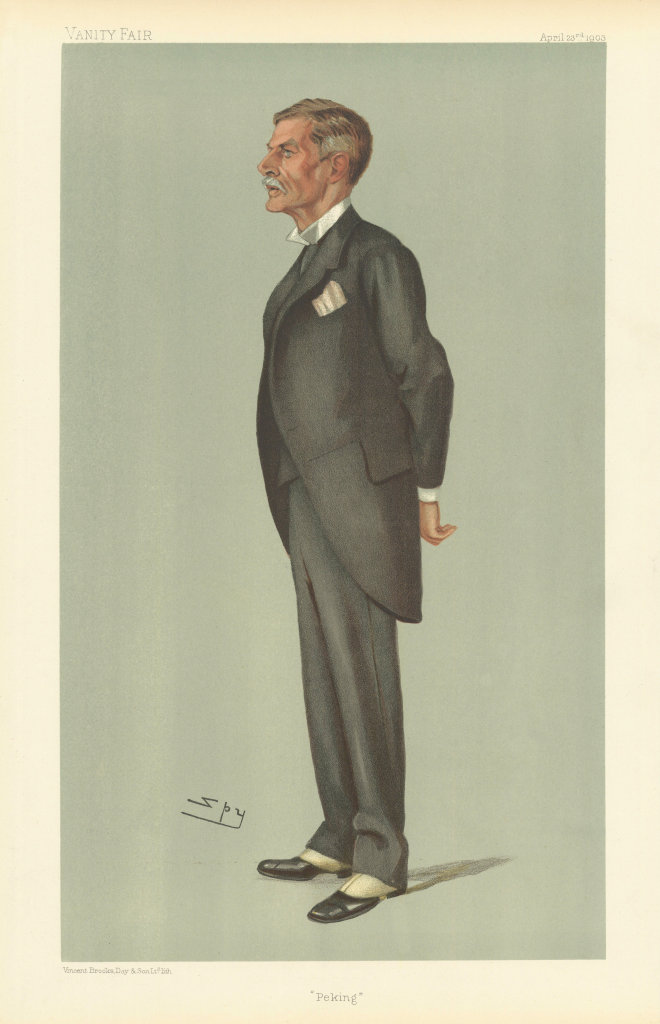
Карикатура на Сатоу в Vanity Fair, 1903

## Семья
Был женат (не официально из-за реалий своего времени) на японке по имени Такеда Кане (1853—1932), от которой имел детей. Второй сын, Такеда Хисаёси, стал впоследствии значимым японским ботаником.

## Сочинения
- Руководство по дипломатической практике = A guide to diplomatic practice / Пер. [с англ. С. А. Панафидин и Ф. А. Кублицкий]. — М.: Международные отношения, 2018. — 476, [1] с.: табл. — ISBN 978-5-7133-1613-6